# АНЗЮК
А́НЗЮК (англ. ANZUK) — военно-политический союз (прообраз НАТО для Азиатско-Тихоокеанского региона), существовавший в 1971—1975 годах на основе пятистороннего соглашения об обороне, названный по начальным буквам наименований трёх основных стран-участниц: Австралии, Новой Зеландии и Соединённого Королевства Великобритании и Северной Ирландии (англ. Australia, New Zealand, United Kingdom).

## Состав АНЗЮК
В АНЗЮК входили:
- Австралия,
- Великобритания,
- Малайзия,
- Новая Зеландия (до 1974),
- Сингапур.

## Заключение договора о создании АНЗЮК
Соглашение было заключено в форме совместного коммюнике министров обороны стран-участниц на совещании в Лондоне 15-16 апреля 1971 года, вступило в силу 1 ноября 1971 года, сразу после окончания действия Британо-малайского договора об обороне 1957 года.

## Цель и задачи договора АНЗЮК
Объявленная цель соглашения — «защита Малайзии и Сингапура от внешнего нападения». Заключённый договор был призван защищать Азиатско-Тихоокеанский регион в связи с решением Лондона вывести британские войска из районов «к востоку от Суэца», принятом в начале 1970 года (в 1971 году Великобритания закрыла свои военные базы на юге Персидского залива и предоставила независимость своим протекторатам на востоке Аравийского полуострова).
АНЗЮК стал своеобразным дополнением двух других подобных военно-политических блоков: АНЗЮС, приступившего к работе в 1952 году в составе Австралии, Новой Зеландии и США, а также СЕАТО, действовавшего в 1956—1977 годах. США рассматривали АНЗЮК как один из компонентов потенциальной военной коалиции всех американских союзников на случай обострения ситуации в мире или регионе.

## Организационная структура блока
Постоянной штаб-квартиры АНЗЮК не было. Для управления союзом были созданы:
- консультативный совет министров обороны пяти стран,
- объединённое командование вооружёнными силами,
- единое командование противовоздушной обороны (ПВО) для Малайзии и Сингапура.

## Объединённые вооружённые силы АНЗЮК и их состав
По соглашению создавались объединённые вооружённые силы АНЗЮК, в которые входили подразделения сухопутных войск, военно-воздушных и военно-морских сил всех стран АНЗЮК, а также личный состав британских военных баз в регионе.
После создания АНЗЮК, в состав объединённых сухопутных войск вошли:
- 1 пехотная бригада в составе 3-х батальонов (британского, австралийского и новозеландского),
- 2 дивизиона полевой артиллерии,
- подразделения инженерных войск и войск связи,
- вертолётные подразделения.

Объединённые ВВС включали:
- 2 австралийские эскадрильи истребителей «Мираж» (40 самолётов),
- 1 эскадрилья транспортных самолётов,
- 1 отряд патрульных самолётов.

Объединённые ВМС включали:
- 4 сторожевых корабля,
- 1 подводная лодка.

Общая численность личного состава иностранных войск на территории Малайзии и Сингапура после образования АНЗЮК составляла 7 тысяч человек, в том числе:
- британских войск — 2210;
- австралийских войск — 3300;
- новозеландских войск — 1150.

В Малайзии была размещена эскадрилья «Миражей» (38 самолётов) ВВС Австралии, а в Сингапуре — новозеландский пехотный батальон (800 солдат), подчинённые военному командованию данных стран, ПВО и ВМС.

## Роспуск блока
В связи с выходом в 1974 году Новой Зеландии из АНЗЮК из-за антиядерной позиции новозеландского правительства, 12 декабря того же года было принято решение о роспуске организации, однако официально блок был распущен в 1975 году.